# Paul Ratier
Pour les articles homonymes, voir Ratier.
Paul Ratier, né à La Souterraine (Creuse), le 29 octobre 1809, et mort à Saint-Germain-Beaupré, (Creuse), le 11 mai 1892, est un érudit creusois, curé à Saint-Germain-Beaupré, qui a publié des ouvrages inspirés par l’histoire locale et par les légendes de sa région.

## L'abbé creusois, l'érudit

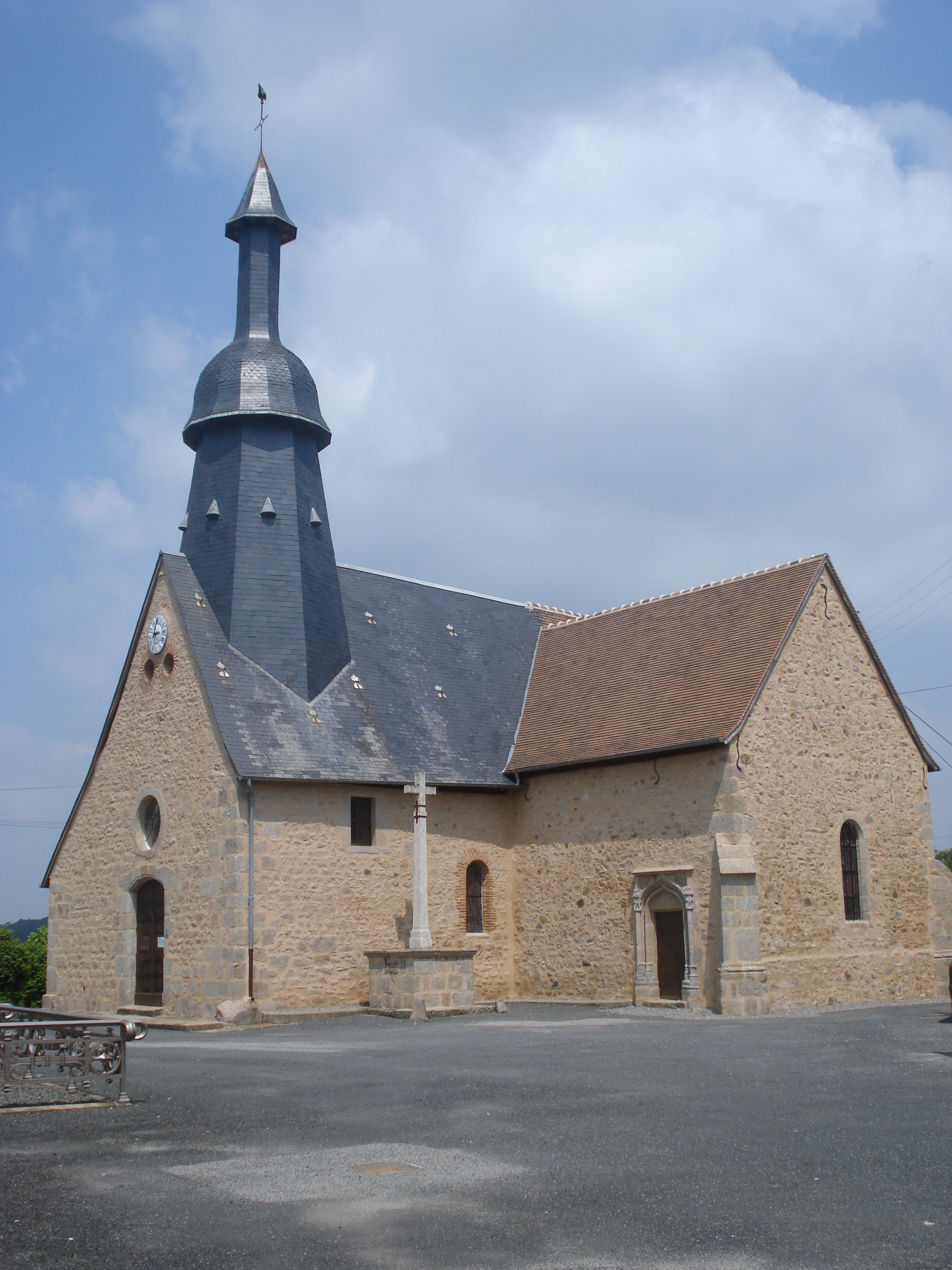
Cette église de Saint-Germain-Beaupré a été celle où Paul Ratier a exercé son sacerdoce de 1836 à 1872.

Paul Ratier est né à La Souterraine, dans la Creuse, en 1809.
Il a été éduqué au séminaire d'Ajain, dans la Creuse ; il a été ensuite professeur dans ce même séminaire ; il est devenu par la suite curé de Saint-Germain-Beaupré, où il a exercé son sacerdoce jusqu'à sa retraite, de 1836 à 1872.
L'abbé Paul Ratier a montré un vif intérêt pour l'histoire locale ; il s'est ainsi attaché à retrouver et à raconter l'histoire de Saint-Germain-Beaupré, et de son château, et de la famille Foucauld, propriétaire de cette demeure ; cette famille est celle des Foucauld de Saint-Germain Beaupré, qui ont été gouverneurs de la Marche, de la fin du XVIe siècle au milieu du XVIIIe siècle.
Il est mort à Saint-Germain-Beaupré, dans la Creuse, en 1892, dans cette petite ville dont il avait été le curé pendant près de 40 années.

## Les écrits de Paul Ratier, de l'histoire à la légende
Dans ses publications, Paul Ratier a présenté tout d'abord des descriptions de nature historique du passé de Saint-Germain-Beaupré.
Il a poursuivi son travail, et il a ensuite donné, de ce passé, une deuxième version, qui est plus proche de la légende que de l'histoire ; il s'est alors attaché moins à une réalité vérifiée à travers la méthode critique des historiens qu'à une évocation de facture littéraire des faits, évocation qui s’est tournée vers la légende.
Paul Ratier a, enfin, publié un livre consacré à des légendes de la Marche, ouvrage dans lequel il laisse son imagination le guider, et où il met en scène des évènements imaginaires, qui sont situés dans la région de La Souterraine, à l'époque de la Révolution et de l'Empire.

## Œuvres
- Paul Ratier, Le Château de Saint-Germain-Beaupré (Creuse), Limoges, Impr. de Ardillier fils, 1846
- Paul Ratier, Le Château de Saint-Germain-Beaupré (Creuse). Les Foucauld. Généalogie et légendes, Limoges, Ducourtieux, 1862
- Paul Ratier, Les Légendes marchoises, Roanne, Impr. de Marion et Vignal, 1870

## Sources
- Amédée Carriat, Dictionnaire bio-bibliographique des auteurs du pays creusois et des écrits le concernant : des origines à nos jours, Guéret, Impr. Lecante & les Presses du Massif Central, 1964-1976